# Estádio Municipal de Ipurua
O Estádio Municipal de Ipurua é um estádio de futebol localizado em Eibar, e é a casa do clube de mesmo nome desde sua inauguração.